# Chrysler LeBaron
La LeBaron è un'autovettura mid-size prodotta dalla Chrysler dal 1977 al 1995.
Il nome del modello derivava da un'omonima carrozzeria attiva dagli anni venti agli anni quaranta.  Dal 1957 al 1975 fu associato ad un modello del marchio Imperial. Nel 1977 la LeBaron diventò invece un modello della Chrysler. 

## La prima serie (1977-1981)
Nel maggio del 1977 la Chrysler introdusse la LeBaron. Essa era un'alternativa più compatta alle tradizioni vetture full-size del marchio Chrysler. La LeBaron era la risposta della Chrysler alla Cadillac Seville ed alla Lincoln Versailles. Era basata sul pianale M del gruppo Chrysler ed era tecnologicamente correlata alla Dodge Aspen ed alla Plymouth Volare. Questa serie di LeBaron era disponibile in versione berlina quattro porte, coupé due porte e familiare quattro porte.
Era disponibile con motore a sei cilindri in linea da 3,7 L, con un V8 da 5,2 L oppure con un V8 da 5,9 L. La trazione era posteriore, mentre il cambio era automatico a tre rapporti. Esteticamente la LeBaron era molto simile alla Dodge Aspen. Erano disponibili gli allestimenti base, Special, Salon e Medallion. Solo nel 1980 è stata offerta la versione speciale LeBaron Fifth Avenue Edition.
Di questa serie di LeBaron ne sono stati prodotti, in totale, 431.616 esemplari. 

## La seconda serie (1981-1988)
Nel 1981 la LeBaron fu rivista completamente. Ora il modello era basato sulla piattaforma K ed era a trazione anteriore. Questa nuova serie di LeBaron era collegata alla Dodge 400.
Era offerta in versione berlina quattro porte, coupé due porte, familiare quattro porte e cabriolet due porte. I motori disponibili erano dei quattro cilindri in linea da 2,2 L, 2,5 L e 2,6 L. Il primo propulsore menzionato era offerto anche in versione sovralimentata.
Nel 1985 il modello fu rivisto. Questa serie di LeBaron è stata prodotta, in totale, in circa 538.000 esemplari (circa 260.000 berline, 56.100 familiari, 120.000 coupé e 106.000 cabriolet).

## La terza serie (1986-1995)
Nel 1986 fu introdotta la terza serie del modello. Inizialmente fu disponibile solo in versione cabriolet e coupé. Questi modelli sono stati offerti con un certo successo anche in Europa. Erano disponibili con un motore a quattro cilindri in linea da 2,2 L o 2,5 L oppure con un V6 da 3 L. Nel 1989 fu introdotta la versione berlina, mentre l'anno successivo le versioni cabriolet e coupé furono riviste esteticamente. Le versioni coupé e cabriolet erano basate sul pianale J del gruppo Chrysler, mentre la berlina venne costruita sulla piattaforma AA.
Di questa generazione di Chrysler LeBaron ne furono costruiti circa 698.000 esemplari (approssimativamente 131.000 berline, 221.000 coupé e 346.000 cabriolet).